# Kaunertal
Kaunertal è un comune austriaco di 593 abitanti nel distretto di Landeck, in Tirolo. Stazione sciistica, ha ospitato tra l'altro tappe della Coppa Europa di sci alpino.
Il territorio comunale è sede della Kaunertaler Gletscherstraße, una delle strade più alte d'Europa.